# What's That Sound?
What's That Sound? è il terzo album della cantante statunitense Haley Reinhart, pubblicato il 22 settembre 2017 dalla Condord Records e prodotto dalla Reinhart in collaborazione con John Burk.

## Tracce
1. Let's Start – 3:39
2. Baby It's You – 3:40 (musica: The Shirelles)
3. For What It's Worth – 3:23 (musica: Buffalo Springfield)
4. The Letter – 2:23 (musica: Boxtops)
5. Can't Find My Way Home – 3:58 (musica: Blind Faith)
6. White Rabbit – 2:43 (musica: Jefferson Airplane)
7. Somewhere in Between – 3:31
8. Oh! Darling (feat. Scott Bradlee) – 3:15 (musica: The Beatles)
9. Sunny Afternoon (feat. Scott Bradlee) – 4:21 (musica: The Kinks)
10. You Showed Me – 3:03 (musica: The Turtles)
11. Words of Love (feat. Scott Bradlee) – 2:18 (musica: The Mamas and the Papas)
12. Bring the Love Back Home (feat. Casey Abrams) – 3:52
13. Time of the Season (feat. Casey Abrams) – 3:20 (musica: The Zombies)
14. These Boots Are Made for Walkin' – 2:56 (musica: Nancy Sinatra)